# Calocarides coronatus
Calocarides coronatus is een tienpotigensoort uit de familie van de Axiidae. De wetenschappelijke naam van de soort is voor het eerst geldig gepubliceerd in 1904 door Trybom.